# Warrenton (Carolina do Norte)
Warrenton é uma cidade  localizada no estado norte-americano de Carolina do Norte, no Condado de Warren.

## Demografia
Segundo o censo norte-americano de 2000, a sua população era de 811 habitantes.
Em 2006, foi estimada uma população de 751, um decréscimo de 60 (-7.4%).

## Geografia
De acordo com o United States Census Bureau tem uma área de
2,3 km², dos quais 2,3 km² cobertos por terra e 0,0 km² cobertos por água. Warrenton localiza-se a aproximadamente 160 m acima do nível do mar.

## Localidades na vizinhança
O diagrama seguinte representa as localidades num raio de 24 km ao redor de Warrenton.